# بدراق‌نوری
بدراق نوری، روستایی است از توابع بخش مرکزی شهرستان علی‌آباد در استان گلستان ایران.
آدرس کانال تلگرامی این روستا @badraghnurihan می باشد.

## جمعیت
این روستا در دهستان کتول قرار دارد و براساس سرشماری مرکز آمار ایران در سال ۱۳۸۵، جمعیت آن ۲۰۳۹ نفر (۳۹۷خانوار) بوده‌است.